# مطلب بن عبدالله بن مالک
مطلب بن عبدالله بن مالک (انگلیسی: Muttalib ibn Abdallah ibn Malik) فرمانروای مصر در دوران خلافت عباسی بود.